# Certosina

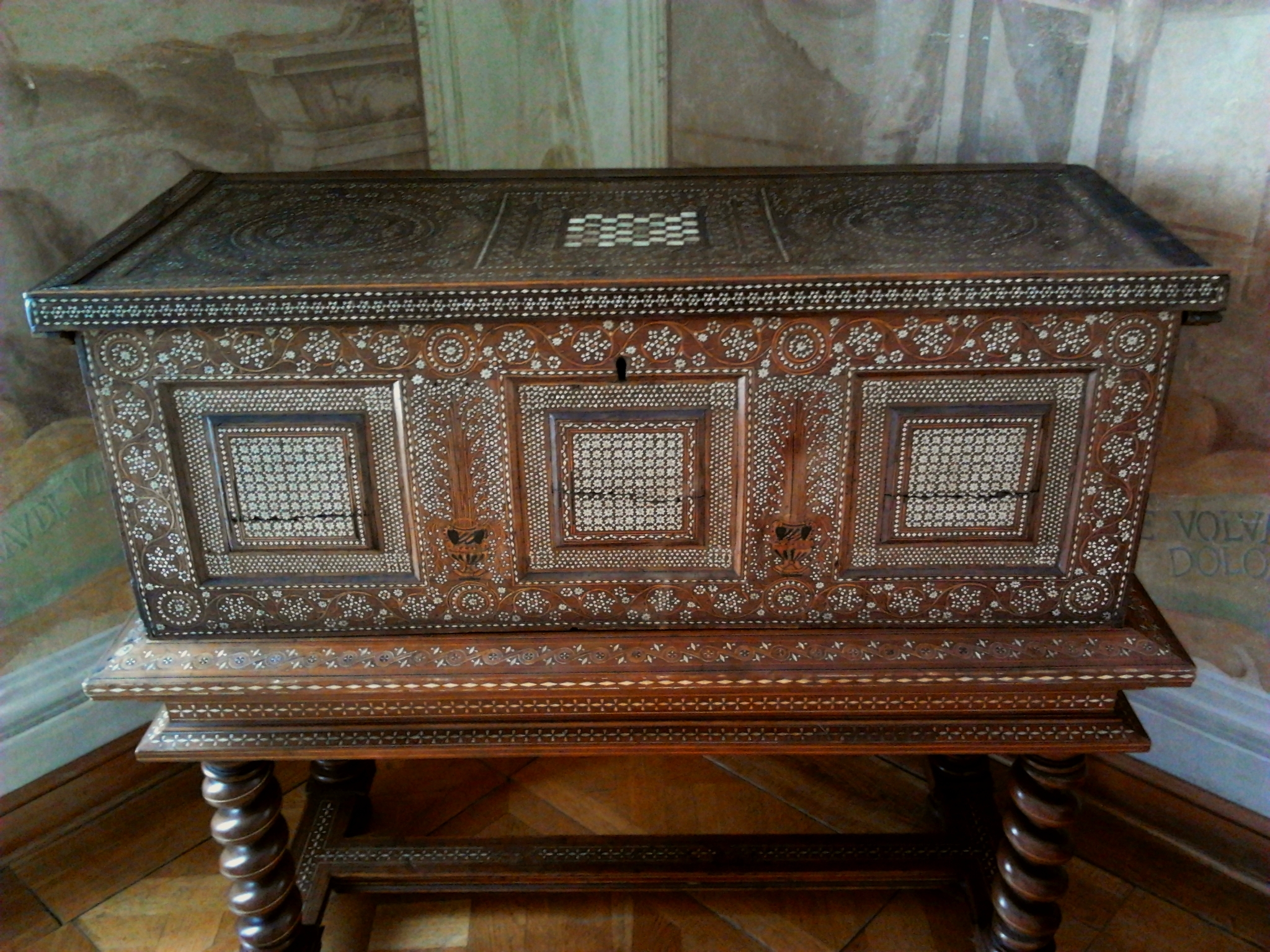
Skrzynia wykonana techniką certosine, pierwsza połowa XVI wieku, Wenecja. Zbiory Muzeum Narodowego w Warszawie – Pałac w Otwocku Wielkim

Certosina – metoda dekoracji powierzchni drewnianych mebli, wczesna forma inkrustacji wgłębnej.
Certosina jest techniką zdobniczą pochodzącą z Bliskiego Wschodu, prawdopodobnie z Damaszku. W XIV i XV wieku była popularna we Włoszech, głównie w Lombardii, także w Wenecji i na Półwyspie Iberyjskim. Nazwa pochodzi od klasztoru zakonu kartuzów w Certosa położonego koło Pavii w Lombardii, gdzie był jeden z ośrodków produkcji przedmiotów zdobionych tą metodą.
Dekoracja pokrywała całą powierzchnię mebli, bez rozróżniania tła i ornamentu. Efekt taki uzyskiwano przez wklejanie w gniazda wycięte w powierzchni drewna małych płytek jasnego i ciemnego drewna, masy perłowej, kości słoniowej, metalu. Stosowano głównie mozaikowe wzory geometryczne o charakterze orientalnym także roślinne.